# パウ
パウ（Pau）は、スペイン・カタルーニャ州ジローナ県アルト・アンプルダー郡にあるムニシピ（基礎自治体）。
ムガ川流域の谷に位置し、ローダス山地の南側斜面にあり、領域内で起伏の激しい地域はカップ・ダ・クレウス自然公園（Parc Natural del Cap de Creus）に、そして平野部分はアイグアモルス・ダ・ランプルダー自然公園（Parc Natural dels Aiguamolls de l'Empordà）の一部を構成している。
パウではオリーブとブドウが栽培されており、とくにワインは原産地呼称D.O.アンプルダー（Denominació d'Origen Empordà）として知られている。
ローダス山地にはドルメンなどの巨石記念物が残されており、このことによってこの地には数千年にさかのぼる歴史があることが確認されている。中世には、パウはサン・ペラ・ダ・ローダス修道院（Monestir de Sant Pere de Rodes）の所領であった。

## 人口
| パウの人口推移 1900－2010                               |
|                                                         |
| 出典:INE（スペイン国立統計局）1900年 - 1991年、1996年 - |

## 政治
自治体首長は集中と統一（CiU）のジュゼップ・ブランク・ダルマウ（Josep Blanch Dalmau）で、自治体評議員は、集中と統一（CiU）：5、PIC：2となっている（2011年5月22日の自治体選挙結果、得票順）
| 2003年5月25日自治体選挙 |        |        |          |
| 政党                    | 得票数 | 得票率 | 獲得議席 |
| CiU                     | 147    | 58.57% | 4        |
| ERC-AM                  | 101    | 40.24% | 3        |

| 2007年5月27日自治体選挙 |        |        |          |
| 政党                    | 得票数 | 得票率 | 獲得議席 |
| FCiU                    | 205    | 63.08% | 5        |
| ERC-AM                  | 115    | 35.38% | 2        |

| 2011年5月22日自治体選挙 |        |        |          |
| 政党                    | 得票数 | 得票率 | 獲得議席 |
| CiU                     | 191    | 64.31% | 5        |
| PIC                     | 104    | 35.02% | 2        |

### 司法行政
パウはフィゲーラス司法管轄区に属す。